# Warmolt Tonckens

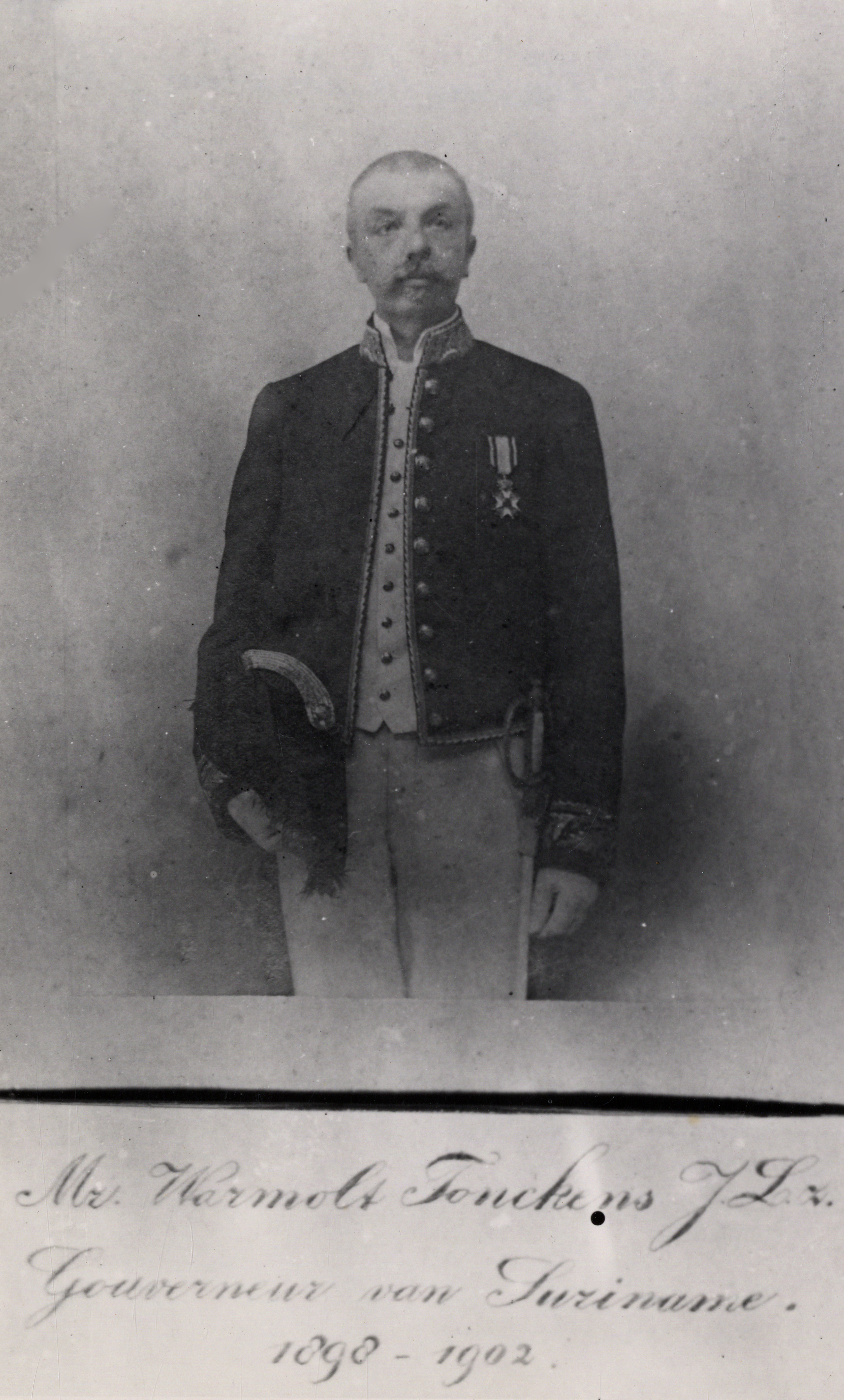
Warmolt Tonckens (1900)

Warmolt Tonckens Joachimus Lunsinghszoon (J. Lzn.) (* 22. November 1848 in Peize, Provinz Drenthe; † 9. September 1922 in Utrecht) war ein niederländischer Kolonialbeamter, der unter anderem zwischen 1888 und 1889 kommissarischer Gouverneur sowie von 1896 bis 1902 Gouverneur von Niederländisch-Guayana (Suriname) war.

## Leben
Warmolt Tonckens Joachimus Lunsinghszoon war als Verwalter der Besitztümer der Stadt Groningen sowie Herausgeber der in der Provinz Groningen erscheinenden Zeitschrift „Groninger Courant“, ehe er vom 1. März 1880 bis zum 1. Mai 1886 Schulinspektor des fünften Schulbezirks von Groningen war. Im Anschluss wechselte er in Kolonie Niederländisch-Guayana (Suriname) und war mit Amtssitz Paramaribo zwischen dem 1. Mai 1886 und dem 12. Mai 1896 Regierungssekretär der Kolonie sowie zugleich in Personalunion Vorsitzender des Komitees für medizinische Forschung und Überwachung und auch Vorsitzender des Komitees zur Untersuchung der Leprakrankheit.
Nach der Abberufung von Hendrik Jan Smidt fungierte er vom 18. Juli 1888 bis zum Amtsantritt von Maurits Adriaan de Savornin Lohman am 30. Januar 1889 als kommissarischer Gouverneur von Niederländisch-Guayana.
Am 12. Mai 1896 übernahm Tonckens schließlich von Titus van Asch van Wijck formell das Amt als Gouverneur von Niederländisch-Guayana und bekleidete dieses bis zum 4. Oktober 1902, woraufhin Cornelis Lely seine dortige Nachfolge antrat.
Seine Tochter Catharina Jacomina Tonckens war die Ehefrau des Botanikers Frits Went.